# Džuma-Džami
Džuma-Džami (ukrajinski: Мечеть Джума-Джамі, krimskotatarski: Cuma Cami, ruski: Мечеть Джума-Джами) najveća je džamija na Krimu. Nalazi se u gradu Jevpatoriji. Izgrađena je u periodu od 1552. do 1564. prema nacrtima osmanjskog arhitekte Mimara Sinana.

## Povijest
Osnivač džamije je krimski kan Devlet I. Geraj. Sagrađena je prema nacrtima osmanskog arhitekta Mimara Sinana. Izgradnja džamije dugo je trajala, prije svega zbog zauzetosti Mimara Sinana koji je u to vrijeme gradio Sulejmaniju u Istanbulu.